# Director técnico de personajes
Un director técnico de personajes (DT), también conocido como DT de criaturas (ILM, Weta) o animador técnico (Imageworks), es un tipo de director técnico en películas y videojuegos que se preocupa específicamente por personajes, criaturas y objetos mecánicos.

## Responsabilidades
El papel de un personaje TD puede variar de un estudio a otro en su alcance, pero casi siempre se centra en la disciplina del rigging: el proceso de ingeniería de sistemas cinemáticos anatómicos o mecánicos que mueven y deforman modelos digitales, y el diseño de alto nivel. interfaces utilizadas por los animadores de gráficos por computadora para controlar los movimientos de esos modelos. El rol también puede abarcar disciplinas como el modelado y la simulación.

## Software
El software utilizado por los directores técnicos de personajes puede variar mucho de un estudio a otro, desde herramientas estándar hasta sistemas internos patentados. Autodesk Maya se usa predominantemente en la industria de VFX y animación, y Softimage también tiene una gran base de usuarios. En la industria de los juegos, Autodesk Maya y Autodesk 3ds Max han sido la presencia dominante.
Muchos estudios combinan software comercial con su propio software interno y complementos para rigging y simulación. Por ejemplo, Industrial Light & Magic hace gran parte de la configuración y simulación de su simulación en un paquete patentado llamado Zeno, y Weta Digital usa un sistema de simulación interno al que llaman Tissue.
Entre los recién llegados notables al campo del rigging se incluye la plataforma independiente Fabric Engine, utilizada por Double Negative, MPC e Hybride.

## Responsabilidades

### Industrial Light & Magic
| Título            | DT de criatura |
| Departamento      | Desarrollador de criaturas |
| Responsabilidades | Rigging del cuerpo Configuración de simulación de piel y músculo Configuración de simulación de tela y cabello Simulación                                 |
| Software          | Autodesk Maya Zeno (propietario, configuración y simulación de simulación) BlockParty (herramienta patentada de Maya para la construcción de plataformas) |

### Sony Pictures Imageworks
| Título            | Animador técnico                                     |
| Departamento      | Aparejo                                              |
| Responsabilidades | Rigging corporal Rigging facial Finalización de tiro |
| Software          | Autodesk Maya                                        |

### Walt Disney Animation Studios
| Título            | DT de personajes                           |
| Departamento      |                                            |
| Responsabilidades | Rigging corporal Rigging facial Simulación |
| Software          | Autodesk Maya                              |

## DT de personajes notables
Dentro de las comunidades de VFX, animación y desarrollo de juegos, varios artistas han ganado reconocimiento por sus contribuciones al campo del rigging. Algunos de esos artistas incluyen:
Jason Osipa es un DT de personajes de EA y LucasArts conocido por ser pionero y difundir (a través de su libro Stop Staring: Facial Animation Done Right) un tipo de manipulación facial que no se basaba en fonemas y expresiones preconstruidas, sino en la mezcla de poses más genéricas usando controles simplificados a menudo denominados contrles de estilo Osipa.
Jason Schleifer es un DT de criaturas de Weta y Dreamworks. Conocido por su serie de videos "Animator Friendly Rigging", en el que analiza las técnicas para construir sistemas de control de rigging complejos que son intuitivos y fáciles de usar (de ahí el término "animator friendly").
Dick Walsh es un DT de personajes de DreamWorks que ganó un Premio de la Academia por Logros Técnicos en 2003 por su desarrollo del Sistema de Animación Facial PDI/DreamWorks. También es conocido como el papá de Shrek.
- Datos: Q22907165

1. ↑  «Technical Director (TD)». www.3drender.com. Consultado el 15 de marzo de 2022.
2. ↑  «Animation Technical Director | Inside Jobs». web.archive.org. 22 de septiembre de 2015. Archivado desde el original el 22 de septiembre de 2015. Consultado el 15 de marzo de 2022.
3. ↑  «Jason Osipa». IMDb. Consultado el 15 de marzo de 2022.
4. ↑  «Jason Schleifer». IMDb. Consultado el 15 de marzo de 2022.
5. ↑  «Dick Walsh». IMDb. Consultado el 15 de marzo de 2022.